# Piz de Groven
Il Piz de Groven (2.694 m s.l.m.) è una montagna delle Alpi dell'Adula nelle Alpi Lepontine.

## Caratteristiche
Si trova nella regione Moesa (Canton Grigioni). La montagna è collocata tra i comuni di Calanca (frazione Cauco), Lostallo e la frazione di Verdabbio del comune di Grono tra la Val Calanca e la Val Mesolcina.